# Kanton Jipijapa
Der Kanton Jipijapa befindet sich in der Provinz Manabí im Westen von Ecuador. Er besitzt eine Fläche von 1467 km². Im Jahr 2022 lag die Einwohnerzahl bei rund 78.100. Verwaltungssitz des Kantons ist die Stadt Jipijapa (auch San Lorenzo de Jipijapa) mit 40.232 Einwohnern (Stand 2010).

## Lage
Der Kanton Jipijapa liegt im Südwesten der Provinz Manabí. Er erstreckt sich hauptsächlich entlang einem Höhenrücken, der etwa 20 km im Landesinneren liegt. Im Nordwesten reicht der Kanton mit der Parroquia Puerto Cayo bis zur Pazifikküste. Die Fernstraße E15 (Manta–Salinas) führt entlang der Küste. Die E482 (Montecristi–Daule) führt an dem im Landesinneren gelegenen Hauptort Jipijapa vorbei.
Der Kanton Jipijapa grenzt im Norden an den Kanton Montecristi, im Nordosten an die Kantone Portoviejo und Santa Ana, im Osten an die Kantone 24 de Mayo und Paján, im Süden an den Kanton Santa Elena der Provinz Santa Elena sowie im Südwesten an den Kanton Puerto López.

## Verwaltungsgliederung
Der Kanton Jipijapa ist in die Parroquias urbanas („städtisches Kirchspiel“)
- Manuel Inocencio Parrales y Guale
- Miguel Morán Lucio
- San Lorenzo de Jipijapa

und in die Parroquias rurales („ländliches Kirchspiel“)
- El Anegado (Verwaltungssitz in Eloy Alfaro)
- Julcuy
- La América
- La Unión
- Membrillal
- Pedro Pablo Gómez
- Puerto Cayo

gegliedert.

## Geschichte
Der Kanton Jipijapa wurde am 25. Juni 1824 eingerichtet.
Entwicklung der Einwohnerzahl im Kanton Jipijapa bei landesweiten Volkszählungen zum jeweiligen Gebietsstand:
| Jahr                    | Einwohner | +/-     |
| ----------------------- | --------- | ------- |
| 1950                    | 66.615    | –       |
| 1962                    | 66.591    | −0 %    |
| 1974                    | 78.288    | 17,6 %  |
| 1982                    | 72.940    | −6,8 %  |
| 1990                    | 82.807    | 13,5 %  |
| 2001                    | 65.796    | −20,5 % |
| 2010                    | 71.083    | 8 %     |
| 2022                    | 78.117    | 9,9 %   |
| Datenherkunft: Wikidata |           |         |